# 中药学
中药学是中药学科的统称。研究中药基本理论和各种药材饮片、中成药的来源、採製、性能、功效、临床应用等知识的学科。
為中國基於弘揚本國醫學傳統理論的立場以中國傳統醫學理論（漢民族醫學理論）為主而將中國歷代本草學記載的生藥應用知識重整後近代所賦予的稱謂。根據中國高校所授學科內容可見其以內容以药材饮片的来源、采制、性能、功效、临床应用等生藥應用知识的範圍為主。
近代中藥學研究由於受到中國醫學應用（漢民族醫學）與歷代本草內容記載範圍的制約，因此“中藥學”的研究皆侷限在漢方醫學裡所使用生藥的研究範疇，但由於近年來“中藥學”的研究方法採用了現代生藥學的研究技術，因此國際上多數藥學出身的學者皆將“中藥學”視為生藥學的研究分支。

## 本草
本草，在中医药学中，古代指中药，或中药学，或中药学著作。在药史学中，本草是中国传统药物学的古称，现代指中国历代记载药物的著作。

## 草药
草药，在中医药学中，指草藥則是民間以口耳相傳、使用之藥物，亦是中藥數量發展的主要來源。